# HMS Volage (1869)
HMS Volage là một tàu hộ vệ nhẹ thuộc phân lớp Volage được chế tạo cho Hải quân Anh vào cuối thập niên 1860. Năm 1874, Volage đưa một nhóm các nhà thiên văn học đến Kerguelen để quan sát hiện tượng sự đi qua của Sao Kim. Con tàu này phục vụ như một tàu chỉ huy ở vùng biển Nam Mỹ cho đến khi nó được điều động sang phi đoàn Training Squadron vào những năm 1880. Volage rút khỏi Đăng bạ hải quân vào năm 1899 và bán tháo dỡ vào năm 1904.

## Thiết kế và chế tạo
Volage có chiều dài thiết kế 82,3 m (270 ft), mạn thuyền rộng 12,8 m (42 ft 1 in). Tầm nước tối đa của nó là 5,0 m (16 ft 5 in) ở phần mũi và tăng lên 6,5 m (21 ft 5 in) ở phần đuôi tàu. Volage có trọng lượng choáng nước tiêu chuẩn 3.127 t (3.078 tấn Anh), và trọng tải tấn 2.322 bm vào lúc chế tạo. Thân tàu được chia ra thành nhiều khoang nhờ các vách ngăn kín nước. Toàn bộ thân tàu được làm bằng sắt và phủ lên vỏ một lớp gỗ sồi dày 76 mm (3 in) nhằm tăng khả năng chịu áp lực. Từ phần ngấn nước, thân tàu được phủ một lớp đồng giúp ngăn ngừa các sinh vật biển tích tụ. Tàu còn được biết với cái tên Vollidge do các thủy thủ đoàn đặt. Thủy thủ đoàn tiêu chuẩn của nó bao gồm tổng 340 sĩ quan và thủy thủ.
Volage được trang bị 1 động cơ ống 2 xi-lanh do John Penn & Sons chế tạo, dẫn động một trục chân vịt đường kính 5,8 m (19 ft), tạo ra một công suất tổng cộng 4.530 ihp (3.380 kW), cho phép có tốc độ tối đa  15,3 hải lý trên giờ (28,3 km/h; 17,6 mph). Tàu được vận hành bởi 5 nồi hơi ở áp suất 30 psi (207 kPa; 2 kgf/cm2). Volage mang theo 430 t (420 tấn Anh) than, cho phép có được tầm hoạt động tối đa 1.850 hải lý (3.430 km; 2.130 mi) khi di chuyển ở tốc độ đường trường 10 kn (19 km/h; 12 mph). Tàu cũng được trang bị hệ thống cánh buồm với tổng diện tích lên tới 16.593 foot vuông (1.542 m2). Các cột buồm thấp được làm bằng sắt; số còn lại được làm bằng gỗ. Tốc độ của tàu khi di chuyển bằng buồm cán mốc tối đa 13 hải lý trên giờ (24 km/h; 15 mph). Hệ thống ống khối có khả năng thu lại giúp giảm lực cản của gió cho phép tàu tối ưu hóa khả năng di chuyển. Volage được thiết kế với phần trục chân vịt có khả năng trượt lên phần đuôi khi di chuyển bằng buồm.
HMS Volage được trang bị hỗn hợp dàn pháo cỡ 7 inch và 64 pounder 64 cwt, đều thuộc loại pháo nạp đạn bằng miệng nòng. 6 khẩu pháo kích thước 7 inch (178 mm) và 2 khẩu 64 pounder được lắp dọc mạn tàu. Các khẩu đại bác ở mũi và phần đuôi tàu là 2 khẩu 64 pounder còn lại. Năm 1873, pháo 7 inch trang bị trên tàu được thay thế hoàn toàn bằng 18 khẩu pháo 64 pounder. Đến năm 1880, tất cả vũ khí trên mạn tàu được thay bằng dàn pháo BL 6 inch 80 pounder loại nạp đạn từ khóa nòng. Volage cũng được trang bị 2 bệ đỡ ngư lôi 14 inch (356 mm).

## Lịch sử hoạt động
Volage được đặt lườn tại xưởng đóng tàu Thames Ironworks and Shipbuilding Company ở London vào tháng 9 năm 1867, và hạ thủy vào ngày 27 tháng 2 năm 1869. Công việc đóng tàu hoàn tất vào tháng 3 năm 1870 với tổng ngân sách tiêu tốn là 132.817 bảng Anh. Trong đó, 91.817 bảng Anh được chi cho phần thân tàu và 41.000 bảng Anh cho các trang thiết bị máy móc. Trong những năm đầu gia nhập biên chế, tàu được phân về hạm đội Channel Fleet (tạm dịch: Hạm đội Kênh đào) dưới quyền chỉ huy của Đô đốc Michael Culme-Seymour. Tuy nhiên, đến cuối năm 1870, Volage được điều động đến phi đội Flying Squadron và tham gia vào chuyến đi vòng quanh thế giới. Tàu trở về Anh vào cuối năm 1872, và được bảo trì trong khoảng thời gian dài sau đó. Volage hoạt động trở lại vào năm 1874 để đưa một nhóm nhà các nhà thiên văn học đến Kerguelen quan sát sự kiện sao Kim đi qua Mặt Trời. Con tàu này từng mắc cạn tại một đê cát hoang chưa được khảo sát mà không bị hư hại. Tiếp đó, Volage được thăng thành tàu chỉ huy và phục vụ ở vùng biển phía Nam của Đại Tây Dương. Đến năm 1879, Volage quay về Anh, nơi con tàu được trùng tu và "tái trang bị". Tàu gia nhập phi đoàn Training Squadron vào những năm 1880 cho đến khi giải thể vào năm 1899. Volage được rút khỏi Đăng bạ hải quân vào năm 1899, và bán tháo dỡ vào ngày 17 tháng 5 năm 1904.